# Cornelis Evertsen de Oude
Cornelis Evertsen de Oude (Vlissingen, 4 augustus 1610 — a/b Walcheren, 11 juni 1666) was een Nederlands admiraal uit de 17e eeuw.
Kees Evertsen was de jongste zoon en het tiende kind van commandeur Johan Evertsen (de zoon van de watergeus Evert Heindricxzen, die wij nu kennen onder de naam Jan de Kapitein) en Maayken Jans. Bij de heldendood van zijn vader in 1617 werden alle diens zoons door de Admiraliteit van Zeeland benoemd in de rang van luitenant, ook het jonge Keesje. In 1622 ging hij mee op het schip van zijn broer Johan. In 1626 ging hij in werkelijke zeedienst bij de admiraliteit. In 1628 had hij de functie van schipper (hoogste onderofficier) onder zijn broer. In 1635 verliet hij uit onvrede over het wanbeleid door luitenant-admiraal Filips van Dorp de marine om als kaper (toen een eerzaam beroep) te gaan werken, maar op 25 augustus 1636 aanvaardde hij weer, op voorspraak van zijn broer, een benoeming als kapitein van een fregat. Hij vocht onder Joost van Trappen Banckert en verloor in die jaren tweemaal zijn schip door een storm. In de Slag bij Duins in 1639 enterde hij een galjoen. In 1640 huwde hij Johanna van Gorcum (1615-1657). In de jaren tot 1646 vervulde hij de typische standaardtaken van de marine in die tijd: het convoyeren van schepen en het blokkeren van de Duinkerker kapers.
Vanaf de dood van Banckert in 1647 fungeerde hij feitelijk als commandeur; vanaf 1 mei 1652 tijdens de Eerste Engels-Nederlandse Oorlog werd dit geformaliseerd tot de tijdelijke rang van schout-bij-nacht. Hij vocht in de Slag bij Dover, de Slag bij de Singels, de Driedaagse Zeeslag en de Zeeslag bij Nieuwpoort. In de afsluitende Slag bij Ter Heijde (1653) zonk zijn schip en hijzelf, zwaargewond geraakt, werd voor drie maanden krijgsgevangen, tot december opgesloten in Londen. Op 14 maart 1654 werd hij vast tot schout-bij-nacht benoemd. In 1659, tijdens de Vierde Noordse Oorlog, was Kees Evertsen onderbevelhebber onder Michiel de Ruyter en heroverde Nyborg op de Zweden. Tot juni 1660 bleef hij in de Oostzee. Van midden 1661 tot januari 1663 was hij Derde Persoon (derde in bevelshiërarchie) onder De Ruyter in de Middellandse Zeevloot tijdens diens acties tegen Tunis en Algiers. Kees Evertsen was een huisvriend van De Ruyter.
In de aanloop naar de Tweede Engels-Nederlandse Oorlog werd hij op 16 december 1664 benoemd tot viceadmiraal bij de Admiraliteit van Zeeland. Na de Slag bij Lowestoft, waar hij op de Vlissingen commandant was van het zesde eskader, werd hij op 15 juli 1665 luitenant-admiraal en nam het bevel van de Zeeuwse vloot over van zijn oudere broer Johan Evertsen die in de publieke opinie ten onrechte de schuld kreeg voor die nederlaag. Beide broers hadden nu dezelfde rang. In de zomer van 1665 fungeerde hij zelfs korte tijd als waarnemend bevelhebber van 's-Lands Vloot, de eerste keer dat een Zeeuw die eer te beurt viel. Toen De Ruyter bevelhebber werd, werd Kees de derde in bevel, na Cornelis Tromp. Op 11 juni 1666, de eerste dag van de Vierdaagse Zeeslag, sneuvelde hij op de Walcheren, het schip van zijn zoon en dus ook vlaggekapitein Cornelis Evertsen de Jongste. Hij viel de Henry aan en zette dit schip in lichterlaaie met een brander; toen hij Rear-Admiral John Harman aanbood zich over te geven, weigerde deze, bluste het vuur en ontsnapte waarbij een laatste salvo gelost werd dat admiraal Evertsen doormidden schoot.
Uiteindelijk werd Kees samen met zijn broer Jan in een gezamenlijk praalgraf, dat pas na jarenlange ruzie tussen de familie en de admiraliteit tot stand kwam, in de Noordmonsterkerk te Middelburg begraven. In 1816 werd het praalgraf overgebracht naar de Nieuwe Kerk, waar het nog steeds te zien is. Hij liet 45.000 guldens na. Kees had uit zijn eerste huwelijk veertien kinderen en hertrouwde in 1659 met de dochter van een viceadmiraal van de WIC, bij wie hij nog eens twee kinderen kreeg. Onder de kinderen die de volwassenheid zouden bereiken (vijf stierven er jong) waren vier zoons: Jan (1641), Cornelis (1642), Evert (1644) en Geleyn (1655). Alle vier gingen naar zee; Jan stierf in 1659 als bootsjongen; Cornelis en Geleyn Evertsen zouden ook luitenant-admiraal worden als hun vader; Evert werd kapitein. Alle Evertsen van deze tak stonden bekend om hun stugge en opvliegende karakter; Kees zelf was echter ook een bescheiden en eenvoudig man, gewaardeerd door zijn medeofficieren en geliefd bij zijn bemanningen.